# Kršćanski ateizam
Kršćanski ateizam jest kontradiktivni svjetonazor koji odbacuje vjeru u Boga, ali prihvaća Isusovo učenje, naročito Isusovo moralno učenje. Kršćanski ateizam karakterizira stav o nepostojanju Boga, distanciranje od Crkve kakva postoji u današnjem svijetu i pridavanje središnjeg mjesta Isusu u filozofsko-teološkim razmatranjima.
Većina kršćanskih ateista misli da je Isus iz Nazareta bio mudar i dobar čovjek, i prihvaćaju njegovo moralno učenje, ali odbacuju ideju o njemu kao božanstvu. Kršćanski ateisti vide Isusa kao primjer onoga što kršćanin treba biti. Hamilton kaže da slijediti Isusa znači biti "uz bližnjega, biti za njega", znači biti čovjek, pomagati drugim ljudima i čovječanstvu.
Kršćanski ateisti smatraju da je religija unutarnje duhovno iskustvo, da nema drugog svijeta osim materijalnog svijeta oko nas, da nema nešto što se zove Bog odvojeno od osobe koja vjeruje u njega, da je "Bog" samo riječ za najviše duhovne ideale, a spominjanje Boga u govoru predstavlja jezično sredstvo koje nam omogućava da razgovaramo o najvišim idealima i daje smisao našim životima.
Suvremeni kršćanski ateizam često je vezan s ničeovskom teologijom smrti Boga. Kršćanski ateisti uglavnom ne vjeruju u postojanje Boga iako neki od njih doslovno vjeruju u smrt Boga. Thomas J. J. Altizer, poznati kršćanski ateist, često govori o smrti Boga kao o oslobađajućem događaju. U svojoj knjizi Evanđelje kršćanskog ateizma (engl. The Gospel of Christian Atheism) kaže:
Altizer tvrdi da radikalni kršćani vjeruju da je crkvena tradicija prestala biti kršćanska. Kršćanski ateisti žele potpuno odvajanje od većine ortodoksnih kršćanskih vjerovanja i biblijske tradicije. Oni smatraju da religija koja se povlači iz svijeta jednako se tako udaljava od istine. Altizer kaže:
Kršćanski ateisti smatraju da je postojanje Boga smetnja napretku. Altizer piše da je Bog neprijatelj ljudi zato što čovječanstvo ne može doseći svoj puni razvojni potencijal sve dok Bog postoji. Paul van Buren, teolog smrti Boga, kaže da je riječ "Bog" sama po sebi “ili besmislena ili obmanjujuća”. On tvrdi da je nemoguće uopće razmišljati o Bogu. Colin Lyas, profesor filozofije na Lankasterskom sveučilištu, kaže da kršćanski ateisti traže odgovore koji će učiniti život podnošljivim u ovom svijetu, ovdje i sada i koji će usmjeriti pozornost na socijalne i druge probleme ovog života.
Slavoj Žižek cijeni kršćanstvo zato što u njemu ima filozofije. On smatra da kršćanski ateizam može biti putokaz i znak prave vjere (prave filozofije) zbog toga što je već samo rano kršćanstvo unutar religija predstavljalo neku vrstu ateizma.
U Protestantskoj Crkvi Nizozemske 1 od 6 svećenika je agnostik ili ateist. Velečasni Klaas Hendrikse, protestantski svećenik iz Nizozemske, opisao je Boga kao "riječ za iskustvo, ili ljudsko iskustvo".

## Više informacija
- ateizam
- povijesni Isus

## Vanjske poveznice
- Christian Atheism (bbc.co.uk), pristupljeno 6. siječnja 2014.
- The Gospel of Christian Atheism by Thomas J.J. Altizer  Arhivirana inačica izvorne stranice od 29. rujna 2006. (Wayback Machine), pristupljeno 6. siječnja 2014.